# Bahavie
La Bahavie est un pays de fiction dans la série télévisée de Disney Channel Cory est dans la place.
La Bahavie est le pays d'origine de Meena Paroom qui a un père qui est un ambassadeur, une meilleure amie de Cory. C'est un petit pays qui est à droite de l'Ouzbékistan.
Les habitants sont des bahaviens et des bahaviennes.